# Goux-lès-Dambelin
Goux-lès-Dambelin település Franciaországban, Doubs megyében. Lakosainak száma 272 fő (2022. január 1.). Goux-lès-Dambelin Villars-sous-Écot, Dambelin, Rémondans-Vaivre, Saint-Maurice-Colombier, Sourans és Hyémondans községekkel határos.

## Népesség
A település népességének változása:
| Lakosok száma | 163  | 167  | 220  | 254  | 268  | 279  | 285  | 282  | 278  | 272  |
|               | 1968 | 1982 | 1990 | 2006 | 2013 | 2015 | 2017 | 2019 | 2020 | 2022 |